# تونی آبویانتس
تونی آبویانتس (فرانسوی: Tony Aboyantz‎؛ ۲۱ ژانویهٔ ۱۹۲۸ – ۱۰ نوامبر ۱۹۹۲) کارگردان فیلم اهل ارمنستان بود.

## زندگی‌نامه
وی در ۲۱ ژانویه ۱۹۲۸ در کراسنودار به دنیا آمد و در ۱۰ نوامبر ۱۹۹۲ در سن ۶۴ سالگی در پاریس درگذشت.